# Octobunus singularis
Octobunus singularis is een hooiwagen uit de familie Assamiidae.